# Alchemilla tacikii
Alchemilla tacikii é uma espécie de rosácea do gênero Alchemilla, pertencente à família Rosaceae.